# Vera Koedooder

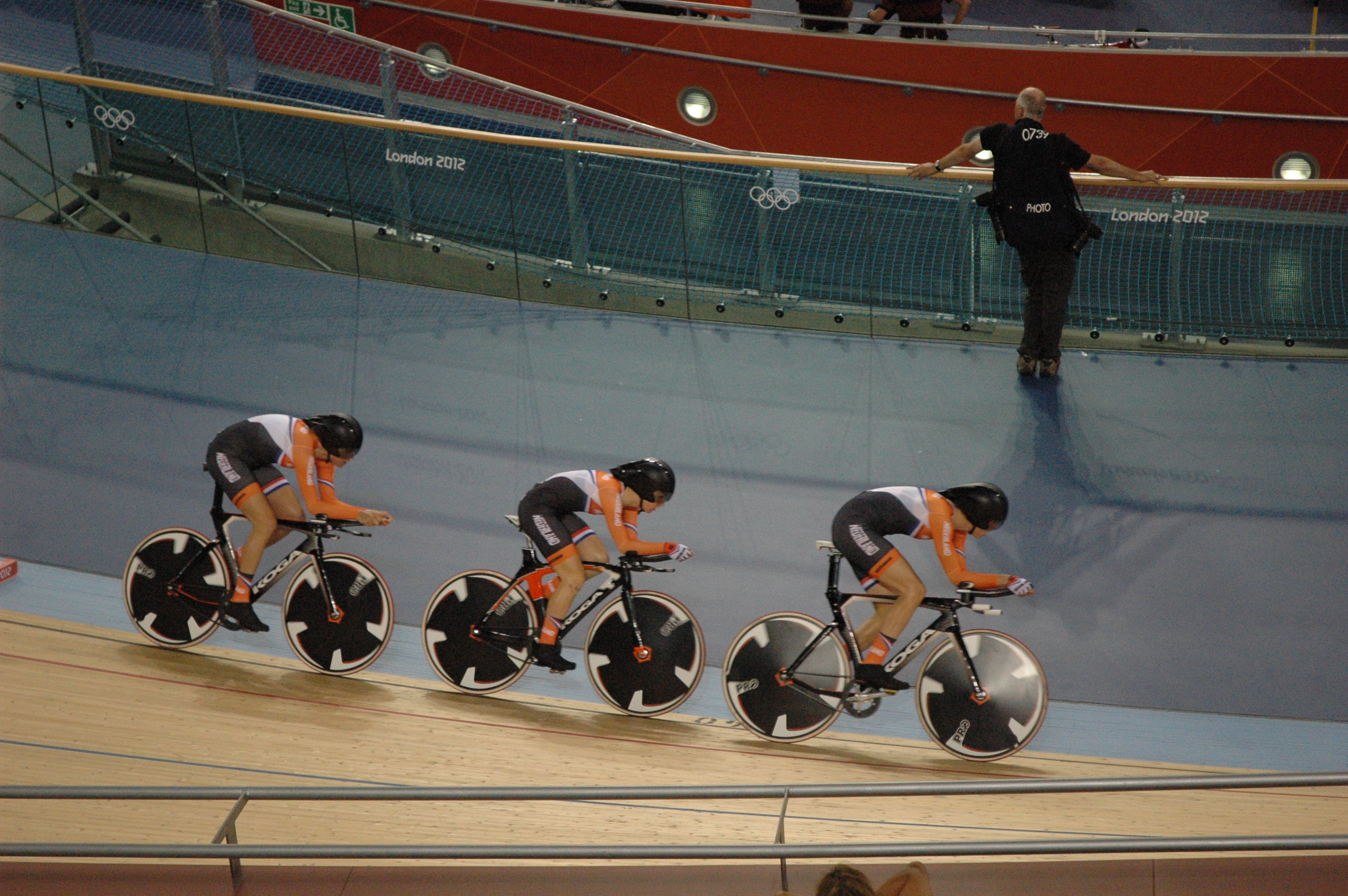
Ellen van Dijk, Amy Pieters et Vera Koedooder aux Jeux olympiques de 2012.

Divera Maria "Vera" Koedooder, née le 31 octobre 1983 à Hoorn, est une coureuse cycliste néerlandaise, professionnelle entre 2002 et 2016. Durant sa carrière, elle pratique le cyclisme sur route et sur piste.

## Biographie
Vera Koedooder vient d'une famille passionnée de cyclisme.

### Carrière sportive
Elle remporté divers titres nationaux et internationaux chez les juniors (moins de 19 ans). En 2000, elle devient championne du monde de la course aux points juniors et l'année suivante elle décroche le titre mondial en poursuite individuelle juniors. 
En 2002, elle devient championne d'Europe de course aux points espoirs. De plus, elle remporté la compétition féminine lors de la course de six jours organisée à Rotterdam en 2009. Par la suite, elle est championne néerlandaise de  l'omnium en 2010. En 2012, elle participe aux Jeux olympiques de Londres et termine sixième de la poursuite par équipe avec Amy Pieters, Ellen van Dijk et Kirsten Wild.
Sur route, elle remporte de nombreuses victoires, comme l'Acht van Chaam en 2003 et 2008, ou l'Omloop Door Middag-Humsterland en 2008 et 2010.
En 2013, au Grand Prix international de Dottignies, un groupe d'échappée de treize concurrentes se détache à 20 km de l'arrivée avec parmi elles Vera Koedooder. Cette dernière attaque à 3 km du but et s'impose en solitaire. Le 21 avril, elle s'impose au circuit de Borsele. La même année, elle remporte une étape du Tour de Bretagne. En 2014, elle remporte une étape de l'Energiewacht Tour. Fin 2016, elle met un terme à sa carrière de cycliste.

### L'après carrière
En 2016, Vera Koedooder a commencé une maîtrise en gestion du sport à l'Institut Cruyff d'Amsterdam, qu'elle a achevée en 2017. De plus, elle a participé activement à diverses commissions au sein des associations sportives néerlandaises. En février 2018, elle devient présidente de l'association des anciens coureurs de l'Union royale néerlandaise de cyclisme (KNWU), qu'elle a elle même créée pour les anciens coureurs. En janvier 2018, elle fonde sa propre entreprise Koerage Cycling Concepts.

## Palmarès sur piste

### Jeux olympiques
- Londres 2012
  - 6e de la poursuite par équipes

### Championnats du monde
- Pruszkow 2009
  - 4e de la poursuite par équipes
- Apeldoorn 2011
  - 5e de la poursuite par équipes
- Melbourne 2012
  - 13e de la poursuite individuelle
  - 15e du scratch

### Coupe du monde
- 2003
  - 3e de la course aux points
  - 2e de la vitesse par équipes
- 2006-2007
  - 1re du scratch à Sydney
- 2008-2009 
  - 2e de la poursuite par équipes à Copenhague
  - 3e du scratch à Copenhague
- 2009-2010
  - 1re du scratch à Pékin
  - 3e de la poursuite à Manchester

### Championnats du monde juniors
- Championne du monde junior de la course aux points en 2000
- Championne du monde junior de poursuite en 2001

### Championnats d'Europe espoirs
- Championne d'Europe espoirs de la course aux points en 2002

### Championnats nationaux
- Championne des Pays-Bas de poursuite en 2008
- Championne des Pays-Bas de la course aux points en 2008 et 2015
- Championne des Pays-Bas de l'américaine en 2009 (avec Kirsten Wild)
- Championne des Pays-Bas de l'omnium en 2010
- Championne des Pays-Bas de poursuite par équipes en 2015 et 2016

## Palmarès sur route
- 2000
  -  Championne des Pays-Bas du contre-la-montre juniors
- 2001
  -  Championne des Pays-Bas du contre-la-montre juniors
  -  Championne des Pays-Bas sur route juniors
- 2002
  - 3e étape du GP Boekel
  - 2e du Ster Zeeuwsche Eilanden
  - 3e étape du GP Boekel
  - 3e du Grand Prix international de Dottignies
  - 3e du championnats d'Europe du contre-la-montre espoirs
  - 3e du championnat des Pays-Bas du contre-la-montre
- 2003
  - 3e du Ster Zeeuwsche Eilanden
  - 3e du championnats d'Europe sur route espoirs
- 2006
  - 2e de l'Omloop van Borsele
- 2008
  - Omloop Door Middag-Humsterland
  - 3e de la Holland Hills Classic
- 2010
  - Omloop Door Middag-Humsterland
- 2012
  - 2e étape du Trophée d'Or féminin (contre-la-montre par équipes)
- 2013
  - Grand Prix international de Dottignies
  - Circuit de Borsele
  - 2e étape du Tour de Bretagne (contre-la-montre)
- 2014
  - 3e étape secteur a de l'Energiewacht Tour
  - 2e de l'Energiewacht Tour
  - 2e de Nagrade Ljubljana (contre-la-montre)
  - 3e de Gand-Wevelgem
  - 3e  du Tour de Feminin - O cenu Ceskeho Svycarska
- 2016
  - 2e de l'Omloop van de Ijsseldelta